# Parafia św. Marcina Biskupa w Tarnowie Opolskim
Parafia Świętego Marcina Biskupa – rzymskokatolicka parafia położona przy ulicy ks. Klimasa 18 w Tarnowie Opolskim. Parafia należy do dekanatu Kamień Śląski w diecezji opolskiej. 

## Historia parafii
Pierwsze informacje o Tarnowie Opolskim pochodzą z 1293 roku. Parafia została erygowana w 1447. Na jej obszarze leżały miejscowości: Tarnów Opolski i Kosorowice. W 1774 obszar parafii powiększono o miejscowość Walidrogi. W 1986 roku z parafii wyodrębniono Kosorowice, które stały się samodzielną parafią. Parafię w Tarnowie Opolskim prowadzą księża diecezjalni.
Proboszczem parafii jest ksiądz Tomasz Dominik Piontek.

## Zasięg parafii
Parafię zamieszkuje 3700 mieszkańców, swym zasięgiem duszpasterskim obejmuje ona miejscowości:
- Tarnów Opolski,
- Walidrogi.

### Inne kościoły i kaplice
- Kościół św. Krzysztofa w Walidrogach - (kościół filialny),
- kaplica w klasztorze Zgromadzenia Sióstr Służebniczek NMP Niepokalanie Poczętej w Tarnowie Opolskim,
- kaplica cmentarna pw. Wszystkich Świętych w Tarnowie Opolskim.

### Domy zakonne
- klasztor Zgromadzenia Sióstr Służebniczek NMP Niepokalanie Poczętej w Tarnowie Opolskim.

## Proboszczowie po 1945 roku
- ks. Jerzy Szczeponik
- ks. Zygmunt Sosna
- ks. Wiesław Szeląg[4]